# Conrad Friedrich Hurlebusch
Conrad Friedrich Hurlebusch, döpt 30 december 1691, död 17 december 1765,  var en tysk/holländsk kompositör och organist.

## Biografi
Hurlebusch föddes i Braunschweig, Tyskland. Han fick sin första utbildning av sin far Heinrich Lorenz Hurlebusch, som var organist och kompositör. Som virtuos på klaver ägnade Conrad Friedrich Hurlebusch mycket tid åt att göra turnéer genom Europa och besökte bland annat Wien, München och Italien. Från 1723 till 1725 var han kapellmästare i Stockholm. Han arbetade som kapellmästare i Bayreuth, Hamburg (från 1727) och Braunschweig. Enligt en uppgift besökte han Johann Sebastian Bach i Leipzig omkring 1735. Bach främjade hans kompositioner genom att vara den lokala försäljaren av Hurlebuschs verk. Den 22 februari 1743 blev han organist vid Oude Kerk (Gamla kyrkan) i Amsterdam och behöll tjänsten fram till sin död.

## Verk
Conrad Friedrich Hurlebuschs produktion består av kantater, operor (L'innocenza difesa, Flavio Cuniberto), psalmer, oden, konserter och klaversonater. Men många av hans verk har gått förlorade. Hans 150 psalmer publicerades 1766 i Amsterdam. Sammlung verschiedener und auserlesener Oden (1737-1743) av Johann Friedrich Gräfe innehåller 72 av hans oden.